# Esperimento di Rutherford

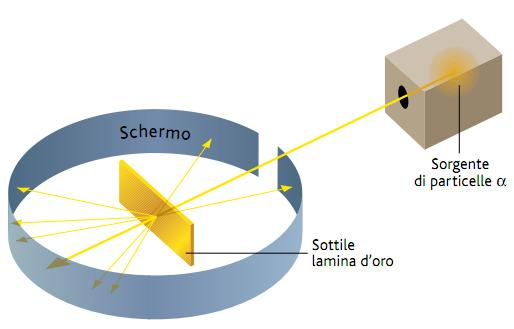
Esperimento di Geiger e Marsden.

Gli esperimenti di Geiger e Marsden (impropriamente detto esperimento di Rutherford della lamina d'oro) sono stati una serie storica di esperimenti per mezzo dei quali gli scienziati scoprirono che ogni atomo ha un nucleo dove sono concentrate tutta la sua carica positiva e la maggior parte della sua massa. Dedussero ciò misurando come un fascio di particelle alfa viene disperso quando colpisce una sottile lamina metallica. 
Questi esperimenti sono stati effettuati dal 1908 al 1913 da Hans Geiger e Ernest Marsden sotto la direzione di Ernest Rutherford nei laboratori di fisica dell'Università di Manchester. L'unico esperimento di scattering compiuto dallo stesso Rutherford avvenne, infatti, nel 1906 e sfruttava, come rivelatore di particelle diffuse, una lastra fotografica. Il precedente modello di Thomson fu quindi accantonato. Il nuovo modello, chiamato modello atomico di Rutherford, però, contrastava con quanto previsto dalle leggi dell'elettrodinamica classica e pose le basi per la costruzione da parte di Niels Bohr del suo modello atomico spiegabile attraverso la meccanica quantistica, contribuendo, pertanto, alla creazione della cosiddetta vecchia teoria dei quanti.

## Riassunto

### Teorie sulla struttura atomica dell'epoca

Il modello a panettone dell'atomo, come immaginato da Thomson.

La teoria più nota sulla struttura atomica al tempo dell'esperimento di Rutherford era il "modello a panettone". Questo modello fu ideato da Lord Kelvin e ulteriormente sviluppato da J. J. Thomson, lo scienziato che scoprì l'elettrone. Thomson credeva che l'atomo fosse una sfera di carica positiva all'interno della quale fossero distribuiti gli elettroni, un po' come l'uvetta nel panettone. All'epoca non erano ancora stati scoperti né i protoni né i neutroni. Era noto che gli atomi erano molto piccoli (Rutherford assumeva che avessero un raggio nell'ordine dei 10−8 m). Questo modello si basava interamente sulla fisica classica (newtoniana); il modello attualmente accettato si basa sulla meccanica quantistica.
Il modello di Thomson non era universalmente accettato neanche prima degli esperimenti di Rutherford. Thomson stesso non riuscì mai a sviluppare un modello completo e stabile della sua idea. Lo scienziato giapponese Hantaro Nagaoka rifiutò il modello di Thomson sulla base del fatto che le cariche opposte non si possono penetrare a vicenda. Ipotizzò invece che gli elettroni orbitassero intorno alla carica positiva come gli anelli intorno a Saturno.

### Implicazioni del modello a panettone
Una particella alfa è una particella di carica positiva. Secondo il modello di Thomson, se una particella alfa dovesse collidere con un atomo, ci passerebbe attraverso risultandone deflessa al massimo per una frazione di grado. Questo perché, su scala atomica, il concetto di "impenetrabilità" della materia non ha significato e la particella alfa non rimbalzerebbe sull'atomo come se fosse una biglia ma verrebbe influenzata solo dal campo elettrico degli atomi. In questo quadro il modello di Thomson prediceva che il campo elettrico in un atomo fosse troppo debole per influenzare il moto di una particella alfa (le particelle alfa tendono a muoversi molto velocemente). All'interno dell'atomo di Thomson sia le cariche positive sia quelle negative sono diffuse su tutto il volume dell'atomo. Secondo la legge di Coulomb, se la carica elettrica fosse concentrata in un punto il modulo del campo elettrico da essa generato diventerebbe infinito avvicinandosi al punto; se invece la stessa carica è distribuita in modo omogeneo all'interno di una sfera, il modulo del campo elettrico da essa generato assume un valore massimo che è raggiunto sulla superficie.
Come esempio, si consideri una particella alfa che passa in modo tangente a un atomo d'oro, dove subisce il massimo valore del campo elettrico e pertanto la massima deflessione {\displaystyle \theta }. Siccome gli elettroni sono molto leggeri se comparati alle particelle alfa, la loro influenza può essere trascurata e l'atomo, nel modello di Thomson, può essere considerato come una sfera pesante di carica positiva. Si hanno i seguenti valori:
{\displaystyle Q_{g}}: carica positiva dell'atomo d'oro, pari a {\displaystyle 79e=1.266\cdot 10^{-17}C}
{\displaystyle Q_{\alpha }}: carica della particella alfa, pari a {\displaystyle 2e=3.204\cdot 10^{-19}C}
{\displaystyle r}: raggio dell'atomo d'oro {\displaystyle (1.44\cdot 10^{-10}m)}
{\displaystyle v}: velocità della particella alfa {\displaystyle \left(1.53\cdot 10^{7}{\frac {m}{s}}\right)}
{\displaystyle m}: massa della particella alfa, pari a {\displaystyle 6.645\cdot 10^{-27}kg}
{\displaystyle k} costante di Coulomb {\displaystyle \left(8.998\cdot 10^{9}{\frac {Nm^{2}}{C^{2}}}\right)}.
Usando la fisica classica, la variazione laterale della quantità di moto {\displaystyle p_{y}} della particella alfa può essere approssimata usando la definizione di impulso e l'espressione della forza di Coulomb:
{\displaystyle p_{y}={\bar {F}}t<k{\frac {Q_{\alpha }Q_{g}}{r^{2}}}\cdot {\frac {2r}{v}}}
{\displaystyle \tan \theta ={\frac {p_{y}}{p_{x}}}<k{\frac {Q_{\alpha }Q_{g}}{r^{2}}}\cdot {\frac {2r}{v}}\cdot {\frac {1}{mv}}=8.987\times 10^{9}\cdot {\frac {3.204\times 10^{-19}\times 1.266\times 10^{-17}}{(1.44\times 10^{-10})^{2}}}\cdot {\frac {2\times 1.44\times 10^{-10}}{1.53\times 10^{7}}}\cdot {\frac {1}{6.645\times 10^{-27}\times 1.53\times 10^{7}}}}
{\displaystyle \theta <0.000325~{\text{rad}}~({\text{or}}~0.0186^{\circ })}
Il calcolo di cui sopra non è altro che un'approssimazione di quello che succede quando una particella alfa si avvicina a un atomo di Thomson, ma è chiaro che la deflessione sia al massimo dell'ordine di una piccola frazione di grado. Se una particella alfa attraversasse una lamina d'oro spessa circa 0,0004 cm (2410 atomi) e se, da parte di tutti gli atomi di oro incontrati nel suo percorso, la particella subisse la deflessione massima possibile sempre nella stessa direzione (sequenza di eventi molto improbabile), all'uscita dalla lamina la deflessione complessiva rispetto alla traiettoria d'ingresso sarebbe comunque piccola.

### L'esito degli esperimenti

Sinistra: Se il modello di Thomson fosse corretto, tutte le particelle alfa sarebbero dovute passare attraverso la lamina con una minima dispersione.
Destra: Quello che Geiger e Marsden osservarono era che una piccola parte delle particelle alfa subì una forte deflessione.

Sotto la guida di Rutherford, Geiger e Marsden effettuarono una serie di esperimenti nei quali puntarono un fascio di particelle alfa verso una sottile lamina di metallo e misurarono la figura della dispersione usando uno schermo fluorescente. Osservarono che le particelle alfa venivano deflesse dalla lamina in tutte le direzioni, alcune all'indietro verso la sorgente. Questo dovrebbe essere impossibile secondo il modello di Thomson; le particelle alfa avrebbero dovuto attraversare la lamina imperturbate. Ovviamente, quelle particelle hanno incontrato una forza elettrostatica molto maggiore di quella prevista dal modello di Thomson, che quindi ha portato a pensare che la carica positiva dell'atomo sia concentrata in un volume molto più piccolo di quello immaginato da Thomson.
Geiger e Marsden notarono che solo una piccola frazione delle particelle alfa era deflessa di più di 90°. La maggior parte è passata dritta attraverso la lamina. Questo fatto suggerì che quelle piccole sfere di intensa carica positiva fossero separate da vasti spazi vuoti.
Rutherford quindi bocciò il modello dell'atomo di Thomson, e invece propose un modello nel quale l'atomo è costituito in maggioranza da spazio vuoto, con la carica positiva concentrata nel suo centro in un volume molto piccolo, circondata da una nube di elettroni.

## Cronistoria

### Contesto
Ernest Rutherford era Professore Langsworthy di fisica alla Victoria University of Manchester (ora Università di Manchester).  Aveva già ricevuto numerosi riconoscimenti per i suoi studi sulla radiazione. Aveva scoperto l'esistenza dei raggi alfa, raggi beta e raggi gamma, e aveva dimostrato che questi erano la conseguenza della disintegrazione degli atomi. Nel 1906, ricevette una visita da un fisico tedesco chiamato Hans Geiger, e fu talmente colpito che chiese a Geiger di rimanere per aiutarlo nelle sue ricerche. Ernest Marsden era uno studente di fisica undergraduate sotto la direzione di Geiger.
Le particelle alfa sono particelle piccole e positivamente cariche che vengono spontaneamente emesse da certe sostanze come l'uranio e il radio. Rutherford li scoprì nel 1899. Nel 1908, cercava di misurare precisamente il rapporto carica-massa. Per fare ciò, per prima cosa aveva bisogno di conoscere quante particelle alfa venivano emesse dal suo campione di radio (dopodiché avrebbe misurato la carica totale e dividere l'una per l'altra). Le particelle alfa sono troppo piccole per essere viste con un microscopio, ma Rutherford sapeva che le particelle alfa ionizzano le molecole d'aria, e se l'aria è all'interno di un campo elettrico, gli ioni producono una corrente elettrica. In base a questo principio, Rutherford e Geiger progettarono un semplice dispositivo di conteggio che consisteva di due elettrodi in un tubo di vetro. Ogni particella alfa che attraversa il tubo crea un impulso di elettricità che può essere conteggiato. Era una versione primitiva del contatore Geiger.
Il contatore che costruirono Geiger e Rutherford si rivelò inaffidabile perché le particelle alfa venivano deflesse troppo fortemente dai loro urti con le molecole di aria all'interno della camera di rivelazione. Il fatto delle traiettorie altamente variabili delle particelle alfa significa che non tutte generano lo stesso numero di ioni nell'attraversamento del gas, producendo così letture imprevedibili. Questo stupì Rutherford perché pensava che le particelle alfa fossero troppo pesanti per essere deflesse così fortemente. Rutherford chiese a Geiger di indagare solo quanta materia può disperdere i raggi alfa.
Gli esperimenti ideati comportavano il bombardamento di una lamina d'oro con particelle alfa per osservare come la lamina le disperdeva in relazione allo spessore e al tipo di materiale. Usarono uno schermo fluorescente per misurare le traiettorie delle particelle. Ciascun impatto delle particelle alfa sullo schermo produceva un piccolo lampo di luce. Geiger lavorò in un laboratorio al buio per ore senza sosta, contando queste piccole scintillazioni con un microscopio. Rutherford lasciò questo lavoro ai suoi colleghi più giovani perché non aveva la resistenza necessaria. Per la lamina metallica, hanno provato con una varietà di metalli, ma preferivano l'oro perché potevano fare una lamina molto sottile, dato che l'oro è molto malleabile. Come sorgente di particelle alfa, la sostanza scelta da Rutherford fu il radon, molti milioni di volte più radioattivo dell'uranio.

### L'esperimento del 1908

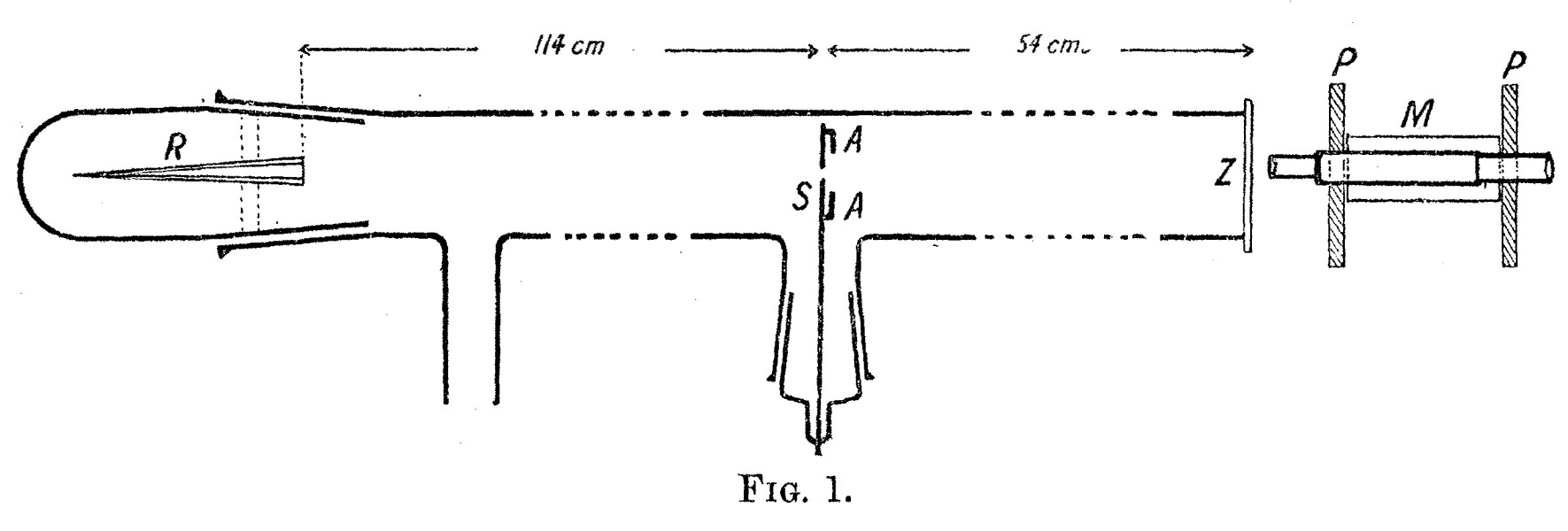
Questo apparato è stato descritto nell'articolo di Hans Geiger del 1908. Poteva solo misurare deflessioni di pochi gradi.

Un articolo di Geiger del 1908, On the Scattering of α-Particles by Matter, descrive il seguente esperimento. Costruì un lungo tubo di vetro, quasi di due metri. A un estremo del tubo, vi era una quantità di "emanazione di radio" (radon-222, indicato con R nella figura) che fungeva da sorgente di particelle alfa. L'estremo opposto del tubo fu coperto da uno schermo fosforescente (Z). A metà del tubo c'era una fenditura larga 0,99 mm. Le particelle alfa da R attraversavano la fenditura e creavano una macchia luminosa sullo schermo. Un microscopio (M) veniva usato per contare le scintillazioni sullo schermo e per misurare la loro dispersione. Geiger aspirò tutta l'aria dal tubo cosicché le particelle alfa sarebbero andate imperturbate, e lasciarono sullo schermo un'immagine netta che corrispondeva alla forma della fenditura. Quindi Geiger fece entrare un po' di aria nel tubo e la figura luminosa si fece più diffusa. Allora Geiger aspirò nuovamente l'aria e posizionò una pellicola di oro sopra la fenditura a AA. Anche questo causò una figura sullo schermo più diffusa. Questo esperimento dimostrò che sia l'aria sia la materia solida possono evidentemente diffondere le particelle alfa. L'apparato, tuttavia, poteva solo osservare deflessioni di piccoli angoli. Rutherford voleva sapere se le particelle alfa venivano diffuse con angoli ancora più grandi, magari maggiori di 90°.

### L'esperimento del 1909
In un articolo del 1909, On a Diffuse Reflection of the α-Particles, Geiger e Marsden descrivono l'esperimento con il quale dimostrarono che le particelle alfa possono effettivamente essere deflesse di un angolo maggiore di 90°. Nel loro esperimento, preparano un piccolo tubo conico in vetro (AB) contenente "emanazione di radio" (radon), "radio A" (il vero radio), e "radio C" (bismuto-214); l'estremità aperta è stata sigillata con la mica. Questo era il loro emettitore di particelle alfa. In seguito misero una lastra di piombo (P), dietro alla quale collocarono uno schermo fluorescente (S). Il tubo veniva tenuto dal lato opposto della lastra, in modo tale che le particelle alfa emesse non colpissero direttamente lo schermo. Notarono poche scintillazioni sullo schermo poiché alcune particelle alfa aggirarono la lastra rimbalzando su molecole d'aria. Collocarono poi una lamina di metallo (R) sul lato della lastra di piombo. Puntarono il tubo verso la lamina per vedere se le particelle alfa rimbalzassero e colpissero lo schermo dall'altro lato della lastra, e osservarono un aumento del numero delle scintillazione sullo schermo. Contando le scintillazioni, osservarono che i metalli con massa atomica più alta, come l'oro, rifletterono più particelle alfa rispetto ai più leggeri come l'alluminio.
Geiger e Marsden volevano poi stimare il numero totale di particelle alfa che erano state riflesse. L'apparato non era adatto a questo perché il tubo conteneva molte sostanze radioattive (radio e i suoi prodotti di decadimento) e quindi le particelle alfa emesse avevano range diversi, e perché era difficile per loro accertarsi a quale tasso il tubo stava emettendo particelle alfa. Questa volta, collocarono una piccola quantità di radio C (bismuto-214) sulla piastra di piombo, che rimbalzarono da un riflettore di platino (R) e sullo schermo. Trovarono che solo una piccola frazione delle particelle alfa che colpì il riflettore rimbalzò sullo schermo (in questo caso, 1 in 8000).

### L'esperimento del 1910

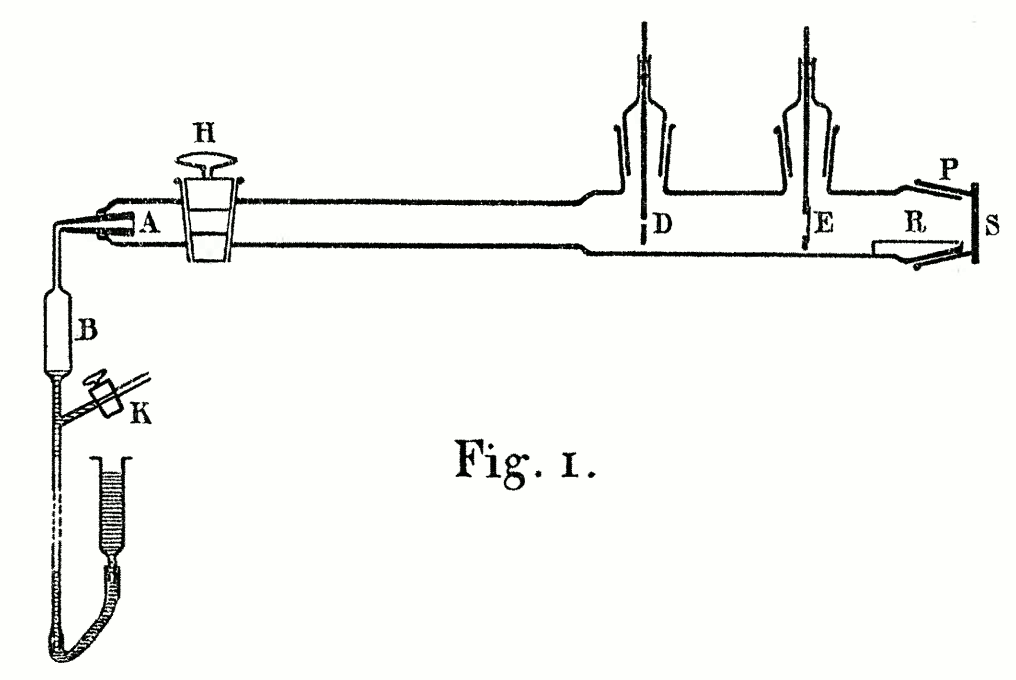
L'apparato è stato descritto nell'articolo di Geiger del 1910. Fu progettato per misurare con precisione quanto variava lo scattering a seconda della sostanza e dello spessore della lamina.

Un articolo del 1910 di Geiger, The Scattering of the α-Particles by Matter, descrive un esperimento per mezzo del quale cercò di misurare come l'angolo più probabile attraverso cui una particella α viene deflessa varia con il materiale che attraversa, lo spessore di suddetto materiale, e la velocità delle particelle. Costruì un tubo di vetro dal quale aspirò l'aria. A un'estremità c'era un bulbo (B) contenente "emanazione di radio" (radon-222). Grazie al mercurio, il radon in B fu pompato lungo lo stretto tubo di vetro la cui estremità in A fu chiusa con della mica. All'altra estremità del tubo vi era uno schermo fluorescente di solfuro di zinco (S). Il microscopio che utilizzò per contare le scintillazioni sullo schermo fu applicato a una scala millimetrica verticale con un calibro, che permise a Geiger di misurare precisamente dove i lampi di luce apparirono sullo schermo e quindi calcolare gli angoli di deflessione delle particelle. Le particelle alfa emesse da A furono collimate da un piccolo foro circolare a D. Geiger collocò una lamina metallica lungo il cammino dei raggi a D e a E per osservare come cambia le zone dei lampi. Egli poteva anche variare la velocità delle particelle alfa collocando strati extra di mica o alluminio a A.
Dalle misurazioni che fece, Geiger arrivò alle seguenti conclusioni:
- l'angolo di deflessione più probabile 
  - aumenta con lo spessore del materiale
  - è proporzionale alla massa atomica della sostanza
  - decresce con la velocità delle particelle alfa
- la probabilità che una particella sarà deflessa da più di 90° è quasi nulla.

### Rutherford modellizza matematicamente la figura di scattering
Considerando i risultati dei risultati di cui sopra, Rutherford pubblicò un articolo storico nel 1911 intitolato "The Scattering of α and β Particles by Matter and the Structure of the Atom" nel quale propose che l'atomo contiene al suo centro un volume di carica elettrica che è molto piccola e intensa (di fatto, Rutherford la tratta come una carica puntiforme nei suoi calcoli). Per lo scopo dei suoi calcoli assunse che questa carica centrale sia positiva, ma ammise che non poté provare perché e che doveva aspettare altri esperimenti per sviluppare la sua teoria.
Rutherford sviluppò un'equazione matematica che modellizzò come la lamina dovrebbe deflettere le particelle alfa se tutta la carica positiva e la maggior parte della massa atomica fosse concentrata in un singolo punto al centro di un atomo.

{\displaystyle s={\frac {Xnt\csc ^{4}{\!\left({\tfrac {\phi }{2}}\right)}}{16r^{2}}}\cdot {\left({\frac {2Q_{n}Q_{\alpha }}{mv^{2}}}\right)}^{2}}
dove:
{\displaystyle s} è il numero di particelle alfa che colpiscono un'unità di area a un angolo di deflessione {\displaystyle \phi }
{\displaystyle r} è la distanza dal punto di incidenza dei raggi {\displaystyle \alpha } sul materiale
{\displaystyle X} è il numero totale di particelle che colpiscono il materiale
{\displaystyle n} è il numero di atomi in un'unità di volume del materiale
{\displaystyle t} è lo spessore della lamina
{\displaystyle Q_{n}} è la carica positiva del nucleo atomico
{\displaystyle Q_{\alpha }} è la carica positiva delle particelle alfa
{\displaystyle m} è la massa di una particella alfa
{\displaystyle v} è la velocità di una particella alfa.
Dai dati dello scattering, Rutherford stimò che la carica centrale {\displaystyle Q_{n}} sia di circa +100 unità (vedere la voce sul modello atomico di Rutherford).

## Conclusioni
Rutherford interpretò i risultati sperimentali in un lavoro del 1911 intitolato "The Scattering of α and β Particles by Matter and the Structure of the Atom" ("La diffusione di particelle α e β e la struttura dell'atomo").
Si scoprì che la grandissima maggioranza delle particelle attraversava la lamina senza subire deviazioni, ma un certo numero di esse subiva deviazioni più o meno consistenti, tra 1° e 90°, e circa 1 su 10.000 venivano deflesse con angoli maggiori di 90°. Pertanto dichiarò che:
(Ernest Rutherford,  The Scattering of α and β Particles by Matter and the Structure of the Atom)
Nell'articolo Rutherford rigettò definitivamente il "modello a panettone" di Thomson, dato che secondo quel modello né le particelle con carica negativa, ossia gli elettroni, né la distribuzione di carica positiva che doveva contenerli sarebbero stati in grado di produrre deflessioni così marcate. Inoltre dimostrò l'esistenza del nucleo atomico, teorizzato da Hantarō Nagaoka nel suo "modello saturniano", pur confutando la stabilità di un eventuale anello di elettroni in orbita attorno ad esso. Tuttavia il nucleo era estremamente piccolo rispetto a quanto teorizzato fino quel momento, essendo circa 100.000 volte più piccolo dell'atomo stesso, facendo risultare l'atomo essenzialmente vuoto.
Rutherford usò per i suoi calcoli le leggi della meccanica classica, dato che a quell'epoca non era disponibile la teoria quantistica. Quest'esperimento, e la successiva incompatibilità del modello atomico di Rutherford con la teoria classica dell'elettromagnetismo, portarono alla formulazione da parte di Bohr di un nuovo modello atomico che costituì la base delle prime teorie quantistiche. Attraverso calcoli basati sulla teoria quantistica si ottiene lo stesso risultato trovato da Rutherford.